# Garnet Crow
GARNET CROW était un groupe pop-rock japonais mixte, créé en 1999, composé de la chanteuse Yuri Nakamura, de la claviériste Nana Azuki, du claviériste Hirohito Furui, et du guitariste Hitoshi Okamoto.

## Informations
Même si ce groupe reste, à la différence de certains autres, assez discret dans le paysage musical nippon, il jouit d'une belle petite popularité. Formé en 1999 autour de la chanteuse Yuri Nakamura, de la parolière et pianiste Nana Azuki, du guitariste Hitoshi Okamoto et de l'arrangeur et second clavier Hirohito Furui, quatre artistes travaillant tous pour le label GIZA studio, Garnet Crow possède un style bien à lui, avec des chansons mélangeant bonne humeur dynamique et mélancolie presque lyrique, portées à chaque fois par la voix profonde et résonnante de Nakamura, et des mélodies qui empruntent tantôt au rock, tantôt aux ballades traditionnelles. Après un premier mini-album, First Kaleidoscope, et un single anecdotique, le groupe se fait réellement connaître avec Mysterious Eyes, thème de l'animé Détective Conan (Meitantei Conan en japonais), une série qui leur portera bonheur puisque suivront par la suite d'autres titres, tels que Natsu no Maboroshi, Yume mita ato de, Kimi to iu Hikari, Wasurezaki ou Misty Mystery qui serviront également de génériques. Le groupe signera aussi les thèmes des animés de Arms ('Project ARMS) (Call my name, Timeless sleep), de Patapata Hikosen no Bouken (Naked Story), de Monkey Turn (Kimi wo kazaru hana wo sakasou), de MÄR (kimi no Omoi Egaita Yume Atsumeru HEAVEN, Haredokei, Yume Hanabi, Kaze to Rainbow) et du RPG de Namco, Tales of Eternia (Flying).

## Membres
- Nakamura Yuri : Chant et composition
- Nana Azuki : Keyboard et paroles
- Hirohito Furui : Keyboard et arrangement
- Hitoshi Okamoto : Guitare

## Histoire du groupe
Fondé en 1999, le groupe annonce le 30 mars 2013 la séparation officielle du groupe le 24 mai 2013, après leur dernière tournée au Japon.

## Discographie

### Albums
- 1999.12.04 : first kaleidscope ~kimi no uchi ni tsuku made zutto hashitte yuku~ (Mini-album)
- 2001.01.31 : first soundscope ~Mizu no Nai Hareta Umi e~ (first soundscope ～水のない晴れた海へ～)
- 2002.04.24 : SPARKLE ~Sujigakidoori no Sky Blue~ (SPARKLE ～筋書き通りのスカイブルー～)
- 2003.11.12 : Crystallize ~Kimi to Iu Hikari~ (Crystallize ～君という光～)
- 2004.12.08 : I'm waiting 4 you
- 2005.10.26 : GARNET CROW BEST
- 2006.10.04 : THE TWILIGHT VALLEY
- 2008.03.12 : LOCKS
- 2009.09.09 : STAY ~Yoake no Soul~
- 2010.08.04 : All Lovers (Concept Album)
- 2010.12.08 : Parallel Universe
- 2011.12.07 : Memories
- 2013.03.20 : Terminus

### Singles
- [2000. 03. 29] Mysterious Eyes
- [2000. 03. 29] Kimi no Uchi ni Tsuku Made Zutto Hashitte Yuku
- [2000. 05. 17] Futari no Rocket
- [2000. 09. 27] Sen Ijou no Kotoba wo Narabete mo...
- [2000. 10. 25] Natsu no Maboroshi
- [2000. 11. 29] flying
- [2001. 05. 09] Last love song
- [2001. 08. 08] call my name
- [2001. 11. 21] Timeless Sleep
- [2002. 03. 13] Yume Mita Ato de
- [2002. 08. 14] Spiral
- [2002. 12. 11] Crystal Gauge
- [2003. 07. 23] Nakenai Yoru mo Nakanai Asa mo
- [2003. 09. 10] Kimi to Iu Hikari
- [2004. 01. 14] Bokura Dake no Mirai
- [2004. 06. 16] Kimi wo Kazaru Hana wo Sakasou
- [2004. 11. 17] Wasurezaki
- [2005. 05. 18] Kimi no Omoi Egaita Yume Atsumeru HEAVEN
- [2005. 11. 23] Haredokei
- [2006. 03. 01] Rai Rai Ya
- [2006. 07. 05] Yume・Hanabi
- [2006. 08. 16] Koyoi Eden no Katasumi de
- [2006. 09. 13] Maboroshi
- [2007. 02. 21] Kaze to RAINBOW / Kono Te wo Nobaseba
- [2007. 07. 04] Namida no Yesterday
- [2007. 11. 14] Sekai wa Mawaru to Iu Keredo
- [2008. 08. 13] Yume no Hitotsu
- [2008. 10. 22] Hyakunen no Kodoku
- [2009. 05. 20] Doing all right
- [2009. 08. 19] Hana wa Saite Tada Yurete
- [2010. 04. 14] Over Drive
- [2011. 06. 29] Smiley Nation
- [2011. 08. 31] Misty Mystery
- [2012. 09. 26] Nostalgia

### Compilations & Collaborations
- [2000. 11. 29] THE BEST OF DETECTIVE CONAN (Track #4, #13)
- [2001. 12. 05] GIZA studio R&B RESPECT Vol.1 ~six sisters selection~ (Track #2) / Nakamura Yuri
- [2001. 12. 19] GIZA studio Masterpiece BLEND 2001 (Track #2)
- [2002. 07. 17] Patapata Hikousen no Bouken Original Soundtrack (Naked Story)
- [2002. 11. 06] GIZA studio MAI-K & FRIENDS HOTROD BEACH PARTY Vol. 1 ~2002 Natsu~
- [2002. 12. 18] GIZA studio Masterpiece BLEND 2002 (Track #3, #15, #23)
- [2003. 11. 26] MAK MATSUMOTO - THE HIT PARADE (Track #17) / Nakamura Yuri
- [2003. 12. 10] THE BEST OF DETECTIVE CONAN 2 (Track #11, #15)
- [2003. 12. 17] GIZA studio Masterpiece BLEND 2003 (Track #3, #16)
- [2004. 09. 29] Sport! Memorial ~Sweat and Tears~ (Track #4, #8)
- [2004. 10. 27] It's TV SHOW!! (Track #5)
- [2005. 01. 21] Cool City Production Vol. 8 GARNET CROW REMIXES
- [2007. 03. 14] MAR Heaven THEME SONG BEST (Track #1, #4, #7, #9)
- [2007. 07. 04] The Best of Tales (Track #7)
- [2008. 08. 06] THE BEST OF DETECTIVE CONAN 3 (Disc 1 - Track #12, Disc 2 - Track #2, #10)
- [2008. 12. 24] GIZA studio 10th Anniversary Masterpiece BLEND ~FUN Side~ (Track #1)
- [2008. 12. 24] GIZA studio 10th Anniversary Masterpiece BLEND ~LOVE Side~ (Track #3)

## DVD
- [2003. 02. 26] First livescope and document movie
- [2004. 06. 16] Livescope 2004 ~Kimi to Iu Hikari~
- [2005. 07. 20] "le 5e Anniversaire" L'Histoire de 2000 à 2005
- [2007. 06. 26] Livescope 2006 ~THE TWILIGHT VALLEY~
- [2008. 12. 17] Special live in Ninna-ji
- [2009. 05. 20] Are You Ready To Lock On?! ~livescope at the JCB Hall~
- [2010. 08. 04] Livescope 2010 - The Best Tour